# Ex-Hacienda de Ojuelos
Ex-Hacienda de Ojuelos är en ort i Mexiko.   Den ligger i kommunen San Diego de la Unión och delstaten Guanajuato, i den centrala delen av landet, 280 km nordväst om huvudstaden Mexico City. Ex-Hacienda de Ojuelos ligger 2 019 meter över havet och antalet invånare är 163.
Terrängen runt Ex-Hacienda de Ojuelos är en högslätt. Runt Ex-Hacienda de Ojuelos är det ganska glesbefolkat, med 38 invånare per kvadratkilometer. Närmaste större samhälle är San Diego de la Unión, 10,5 km norr om Ex-Hacienda de Ojuelos. Omgivningarna runt Ex-Hacienda de Ojuelos är i huvudsak ett öppet busklandskap.